# Konfigurace náprav

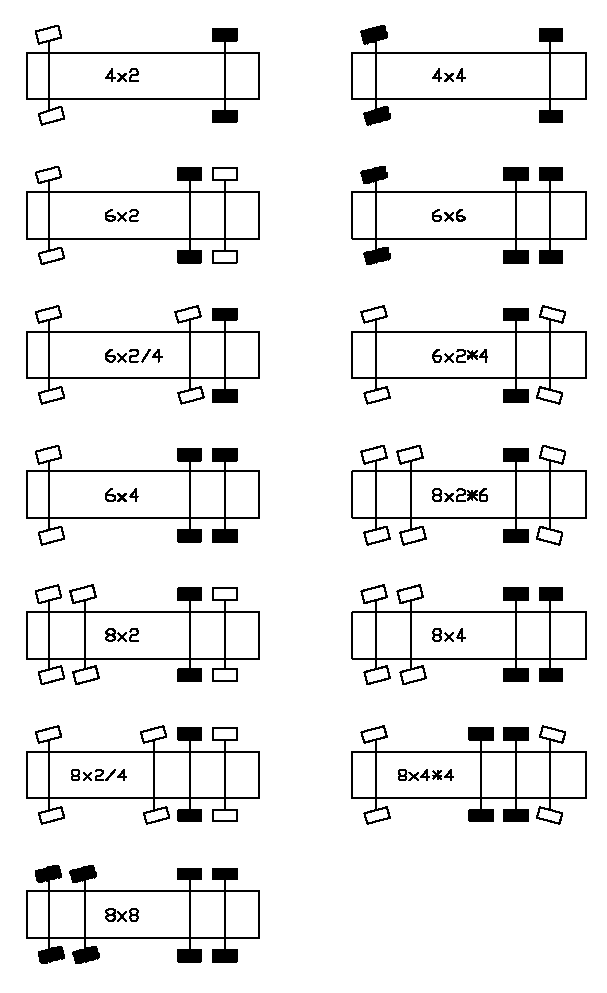
Konfigurace kol – Směr jízdy je zprava doleva. Kola nakreslená černě označují poháněná kola

Konfigurace náprav je uspořádání náprav automobilu se čtyřmi nebo více koly.

## Tvorba vzorce
Následující vzorec udává počet poháněných kol:
(počet kol) x (počet poháněných kol)

Prodloužený vzorec používaný u nákladních automobilů udává počet řízených kol :
(počet kol) x (počet poháněných kol) / * – (počet řízených kol)
to znamená
- / : kola první zadní nápravy jsou řízena
- * nebo – : kola poslední zadní nápravy jsou řízena
- () : Čísla v závorkách označují nepoháněná, neřízená zadní kola.

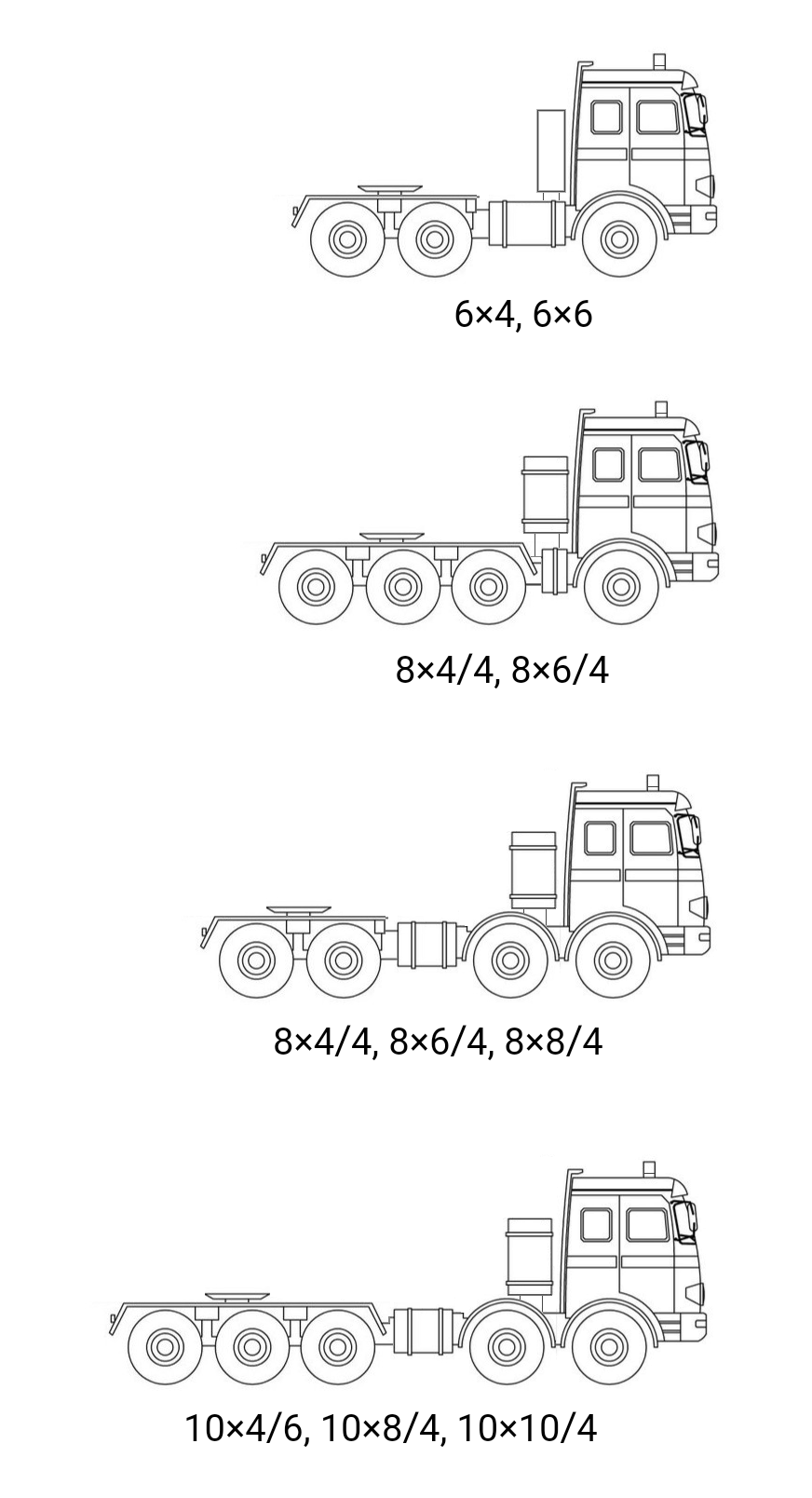
Pohony nákladních automobilů

U standardní konfigurace, ve které jsou přední nápravy řízené a zadní nápravy nikoliv, lze zadní část vzorce vynechat.

## Příklady vzorců náprav

### Dvě nápravy
Nejběžnější konfigurace je 4×2, tedy čtyři kola, z nichž jsou poháněna buď zadní nebo přední. Zejména u osobních aut se většinou mluví o pohonu předních nebo zadních kol .

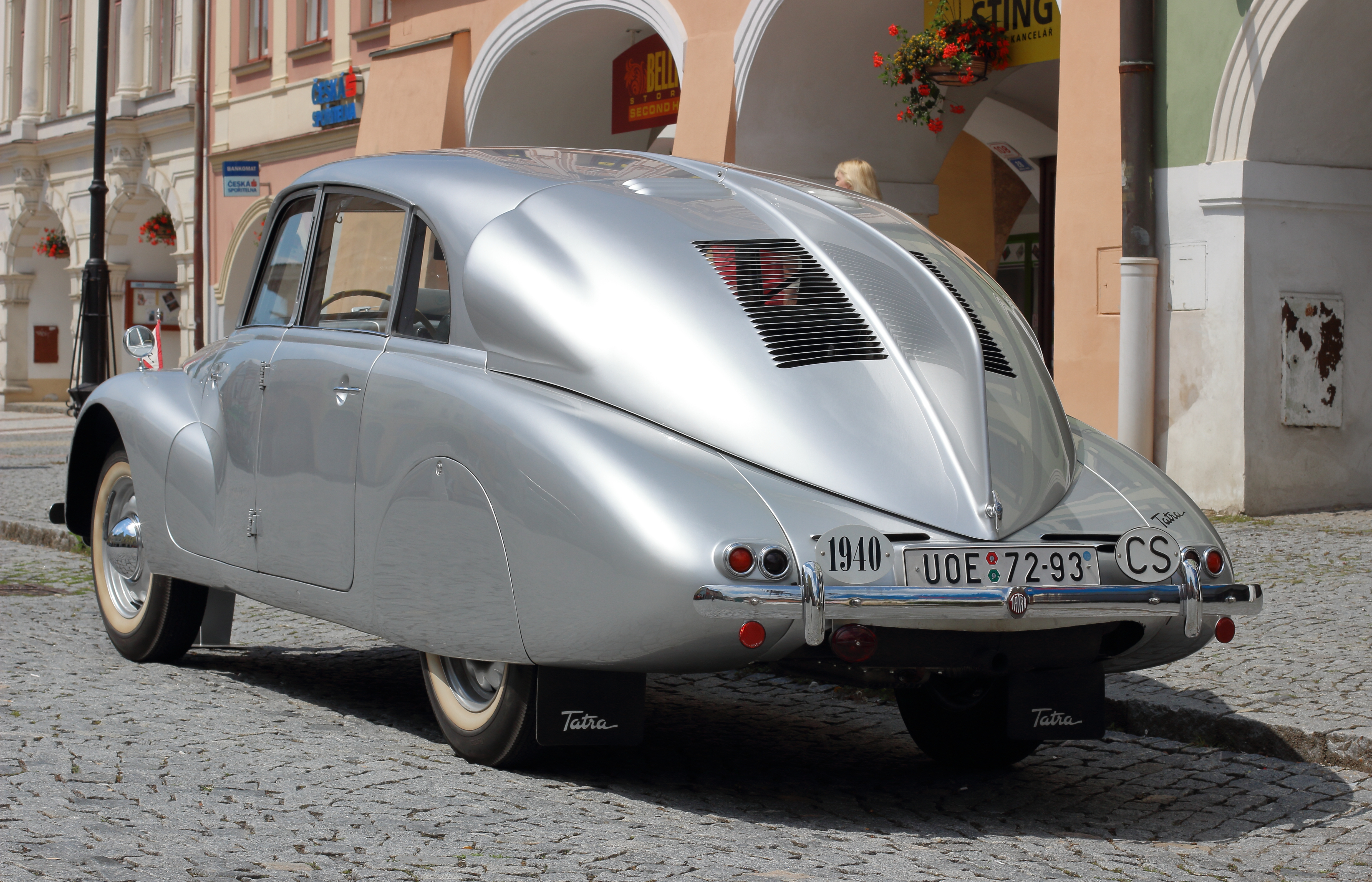
Tatra 87 s pohonem zadních kol (motor vzadu)
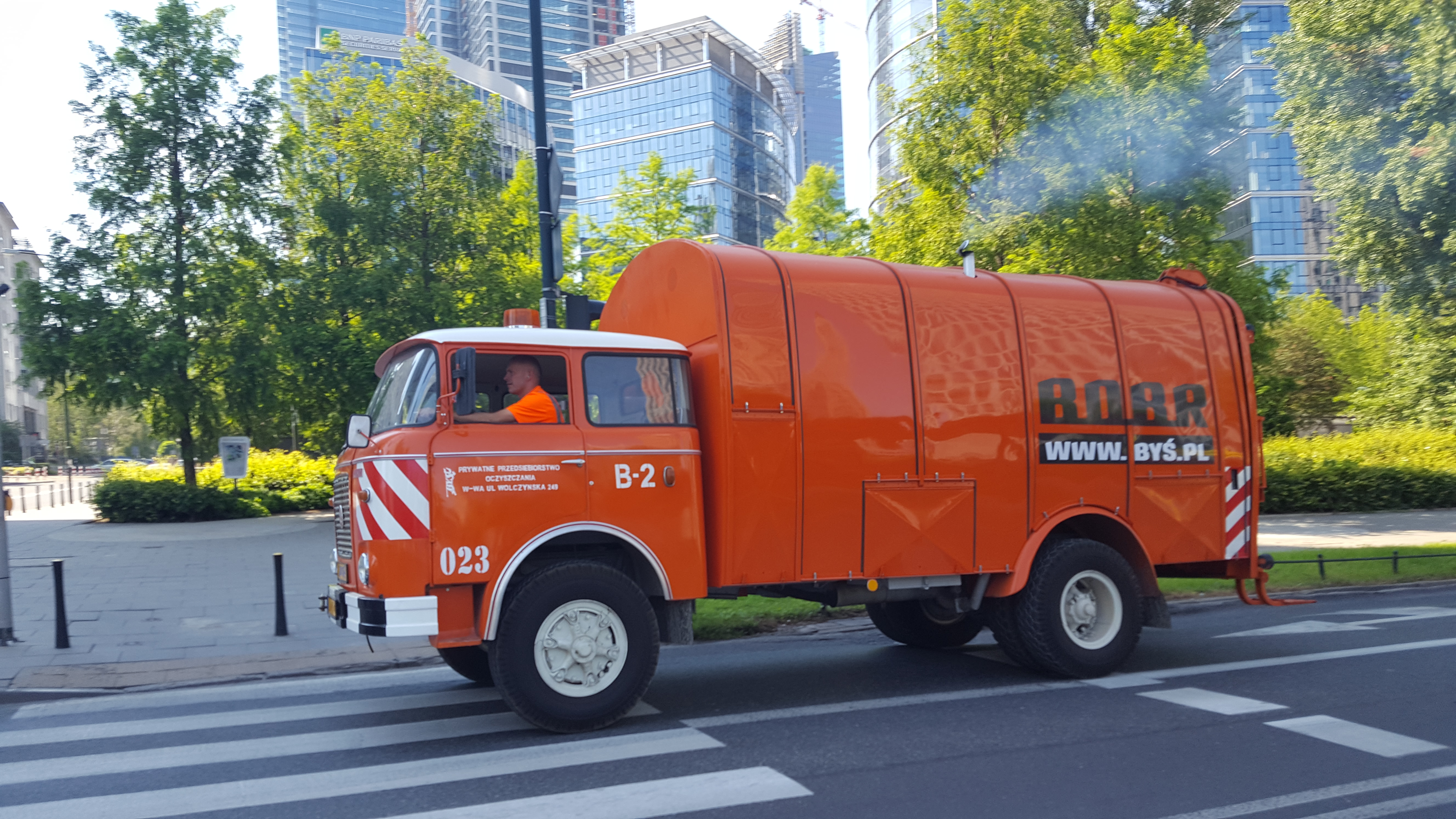
Škoda 706
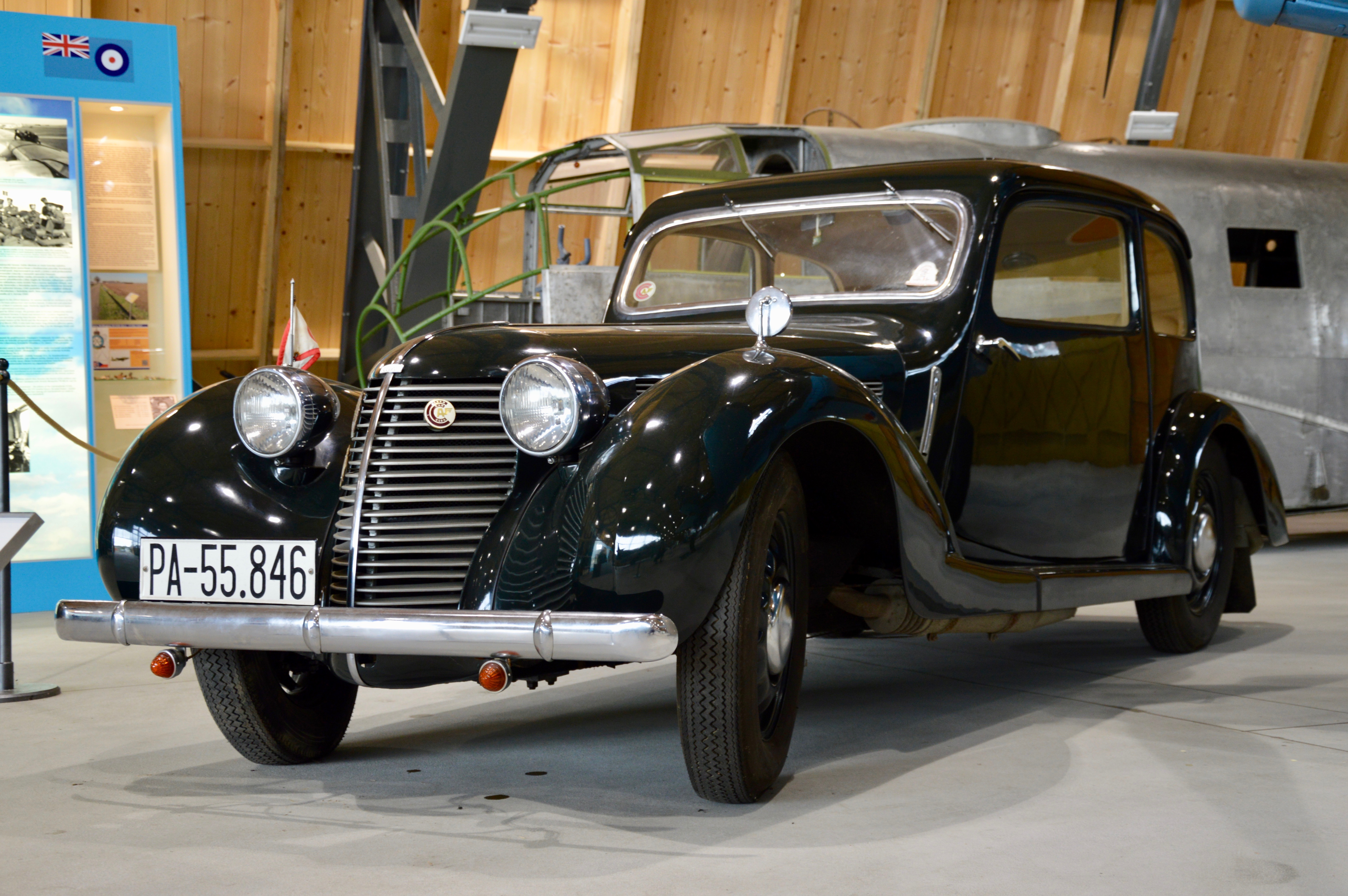
Aero 30 s pohonem předních kol (motor vpředu)
Pohon předních kol 4x2
Pohon zadních kol 4x2

Formulí 4×4 se označují dvounápravová vozidla s pohonem všech kol, jako jsou terénní vozy .

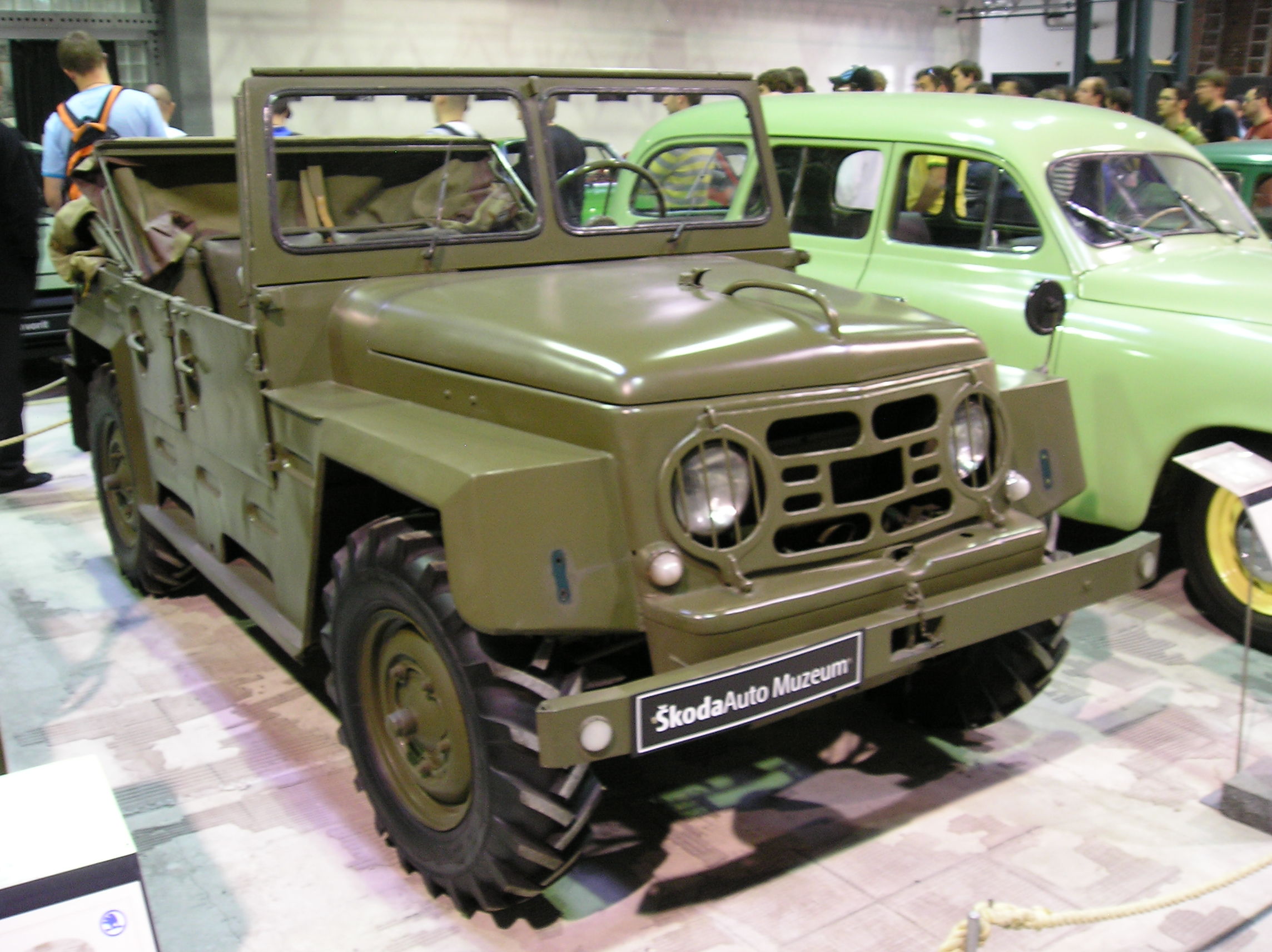
Škoda 973 „Babeta“
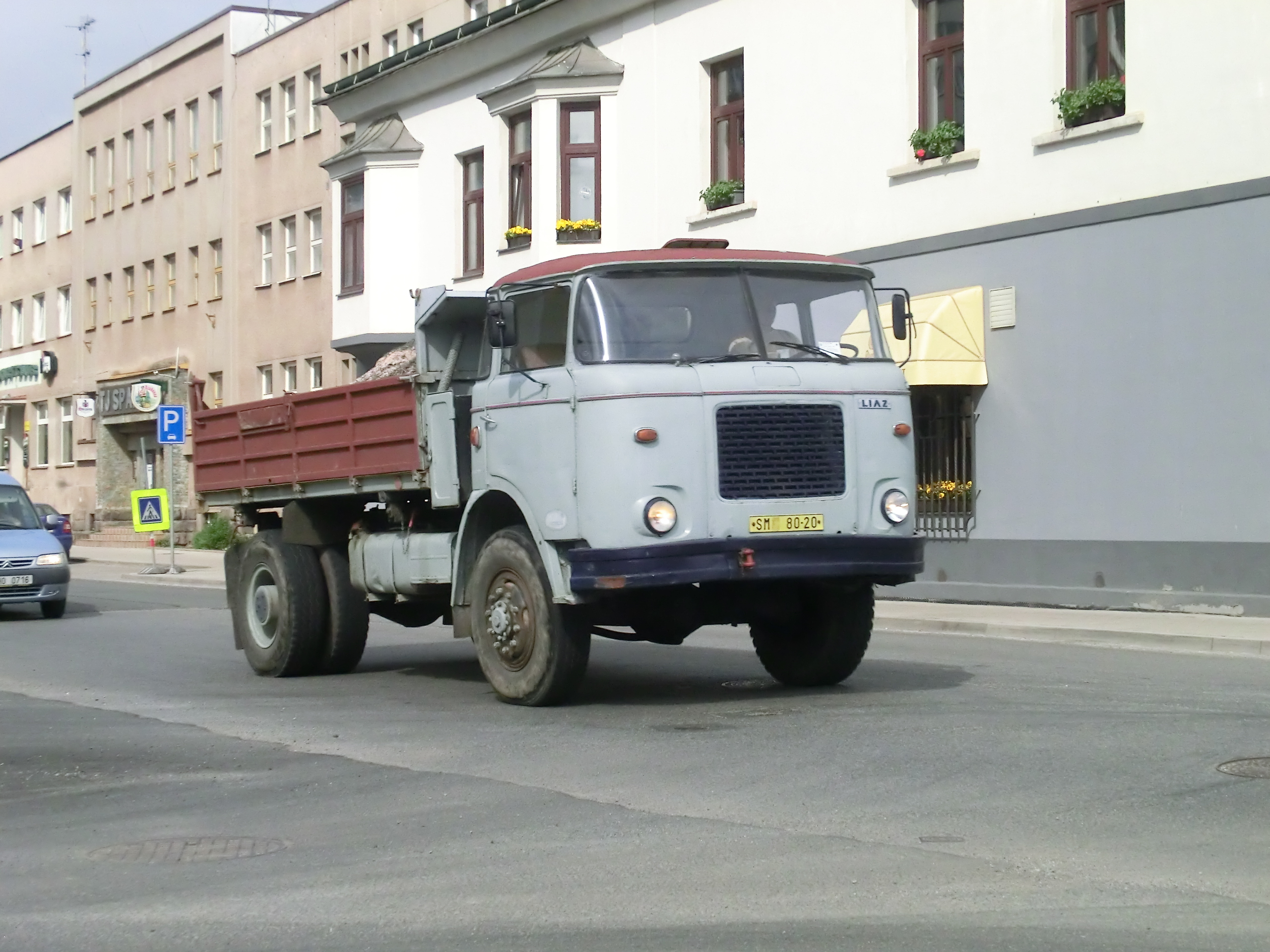
Škoda 706 MTSP
Konfigurace náprav 4 x 4

### Tři nápravy
Pokud je u třínápravového vozidla poháněna pouze jedna náprava, je formule pohonu 6×2. Speciálním případem jsou např. tahače ve Velké Británii, často s 6×2/4. Kloubové autobusy mají často 6×(2)2 s pohonem zadních kol („tlačený-kloubový autobus“), historické kloubové autobusy s hnací nápravou uprostřed před kloubem mají 6×2(2) („tažený-kloubový autobus“).

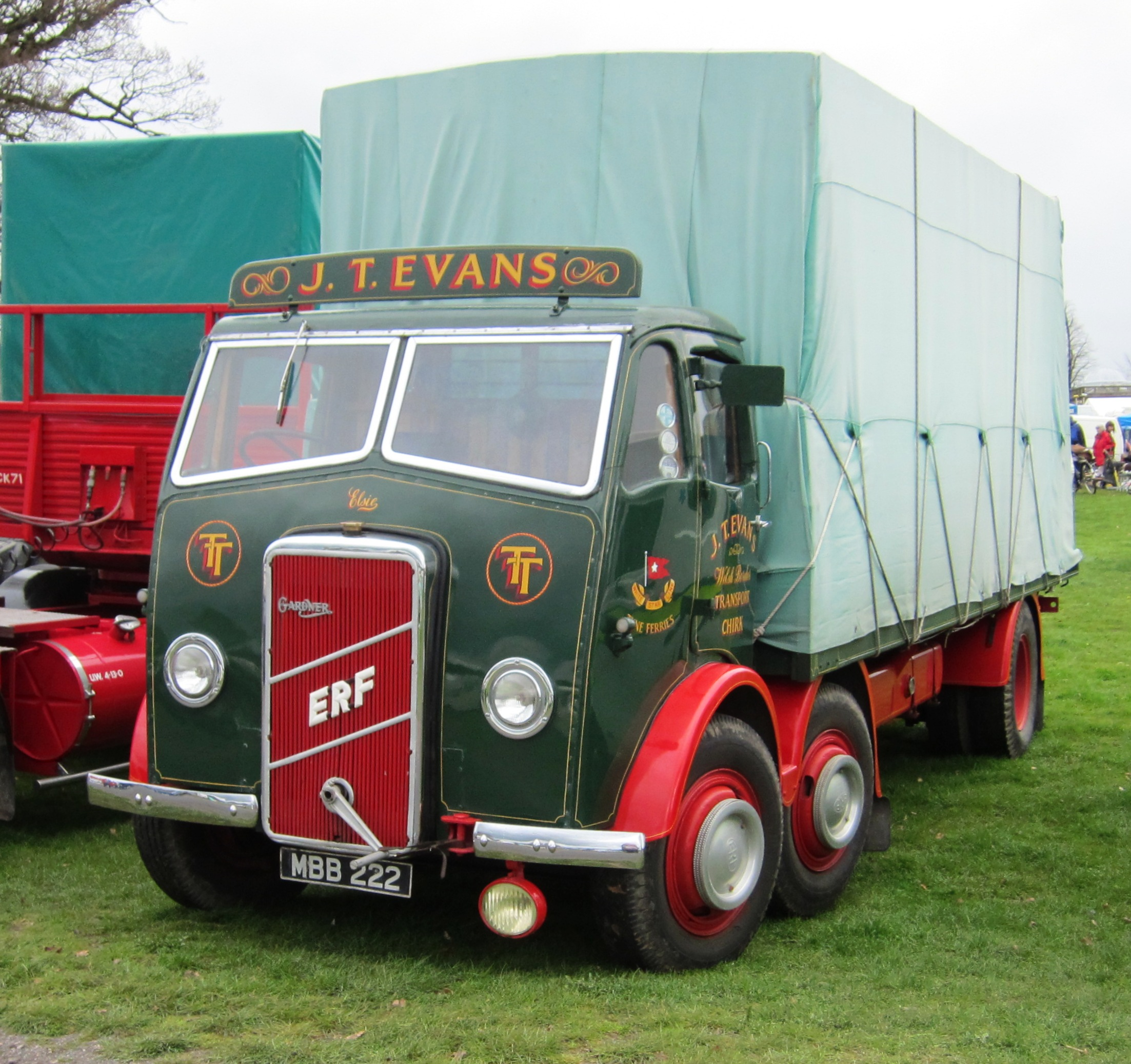
„chinese six configuration“
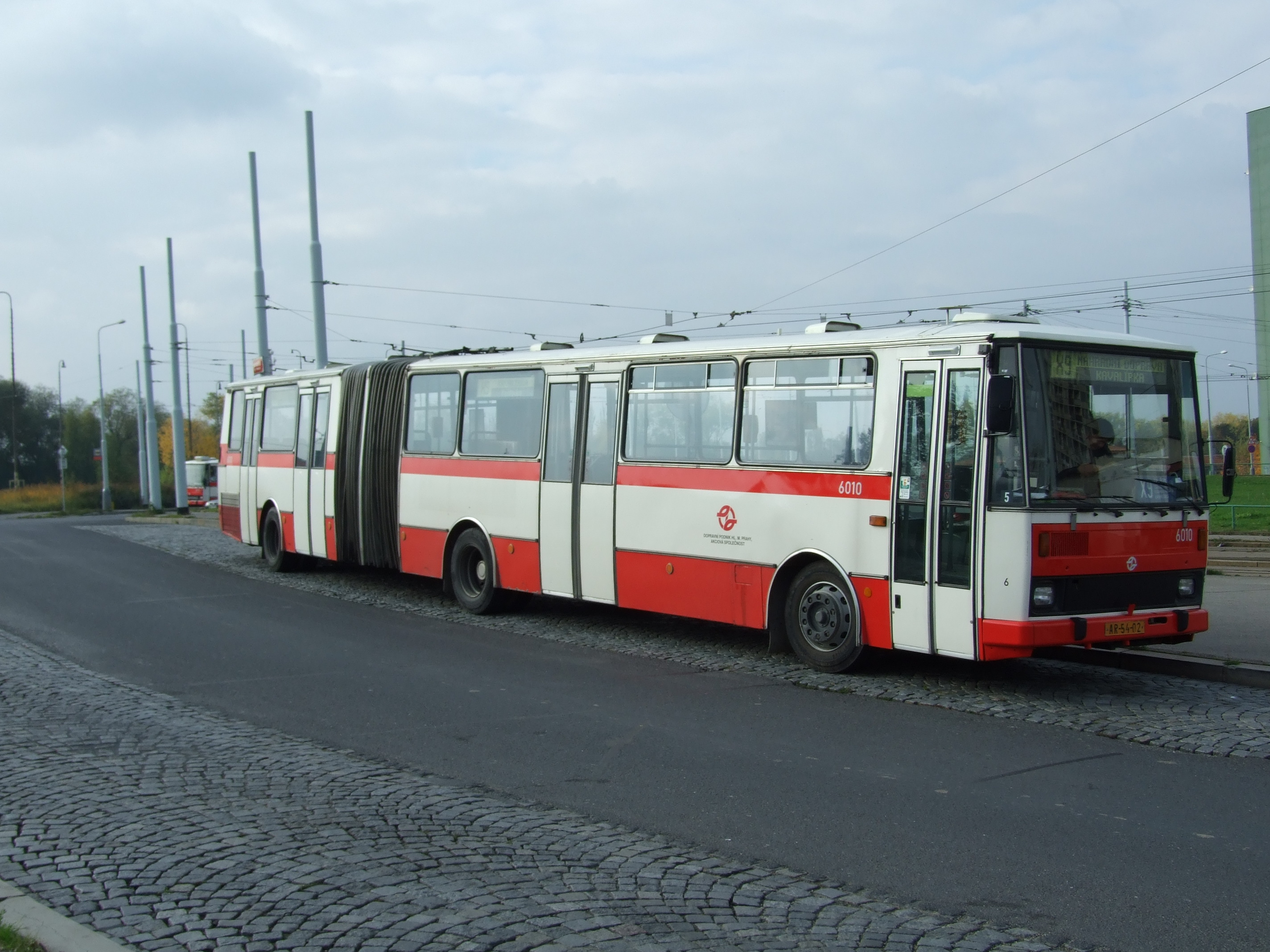
Autobus Karosa se zadní poháněnou nápravou
Konfigurace náprav 6×2*4
Konfigurace 6×2/4
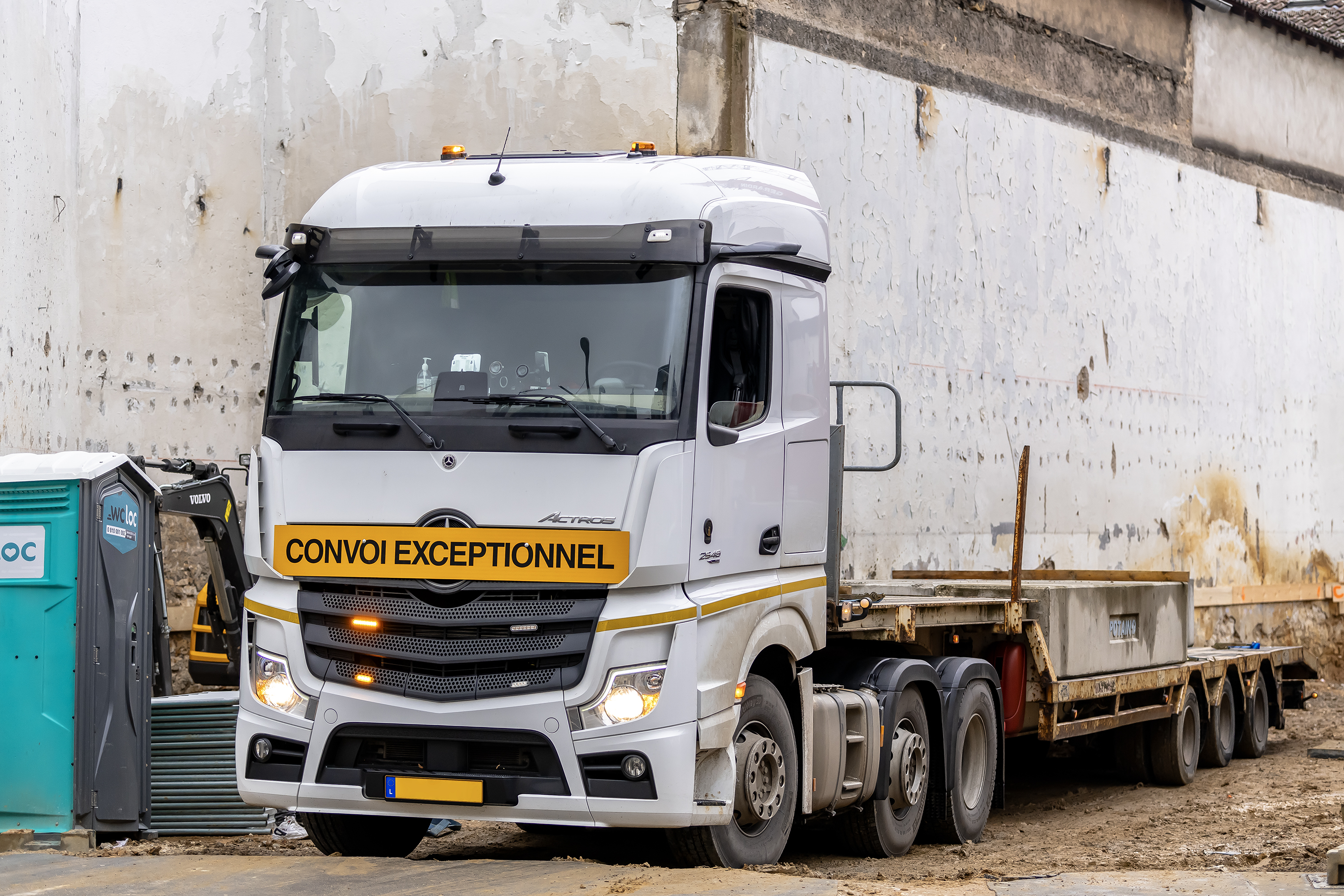
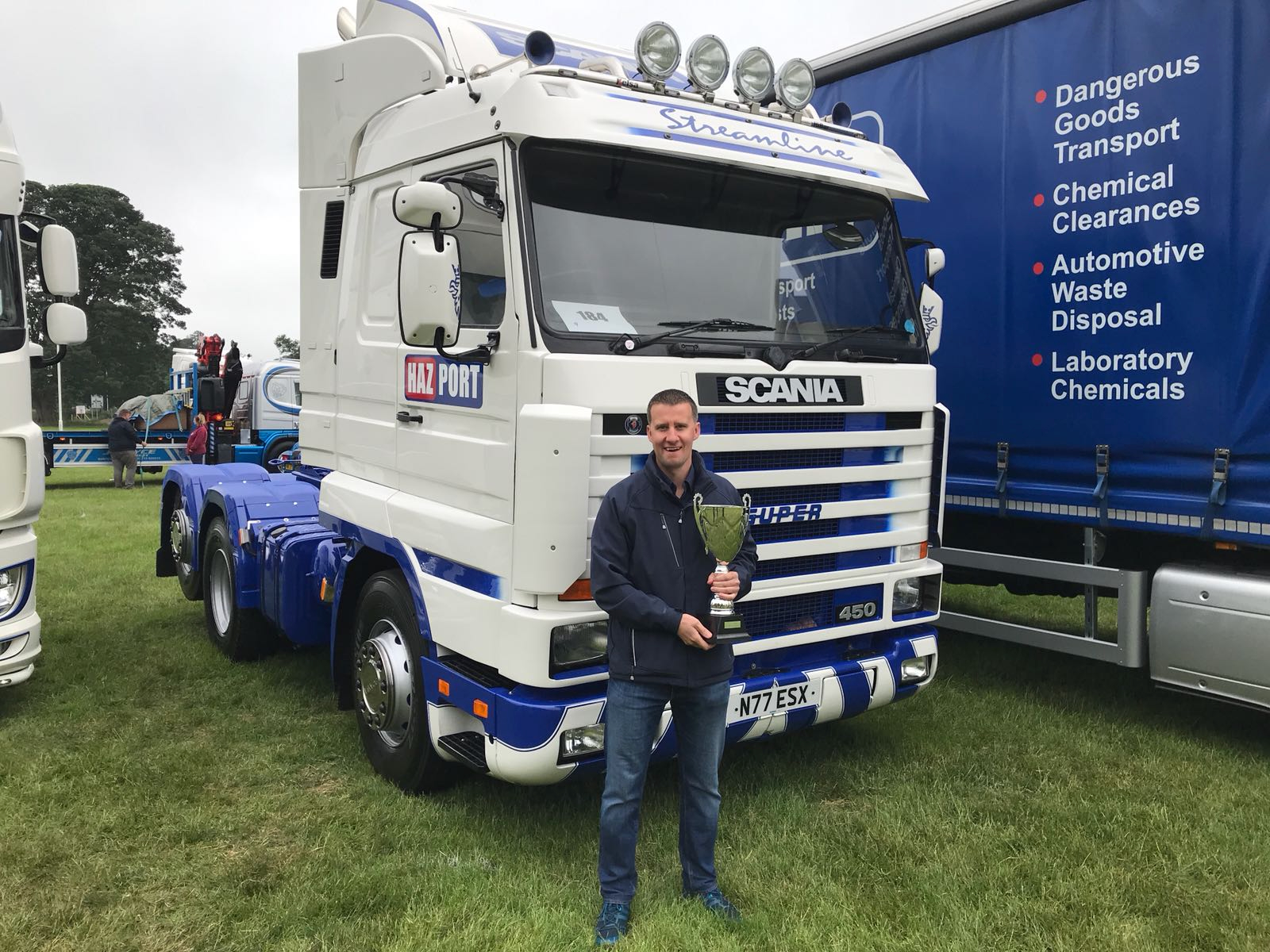
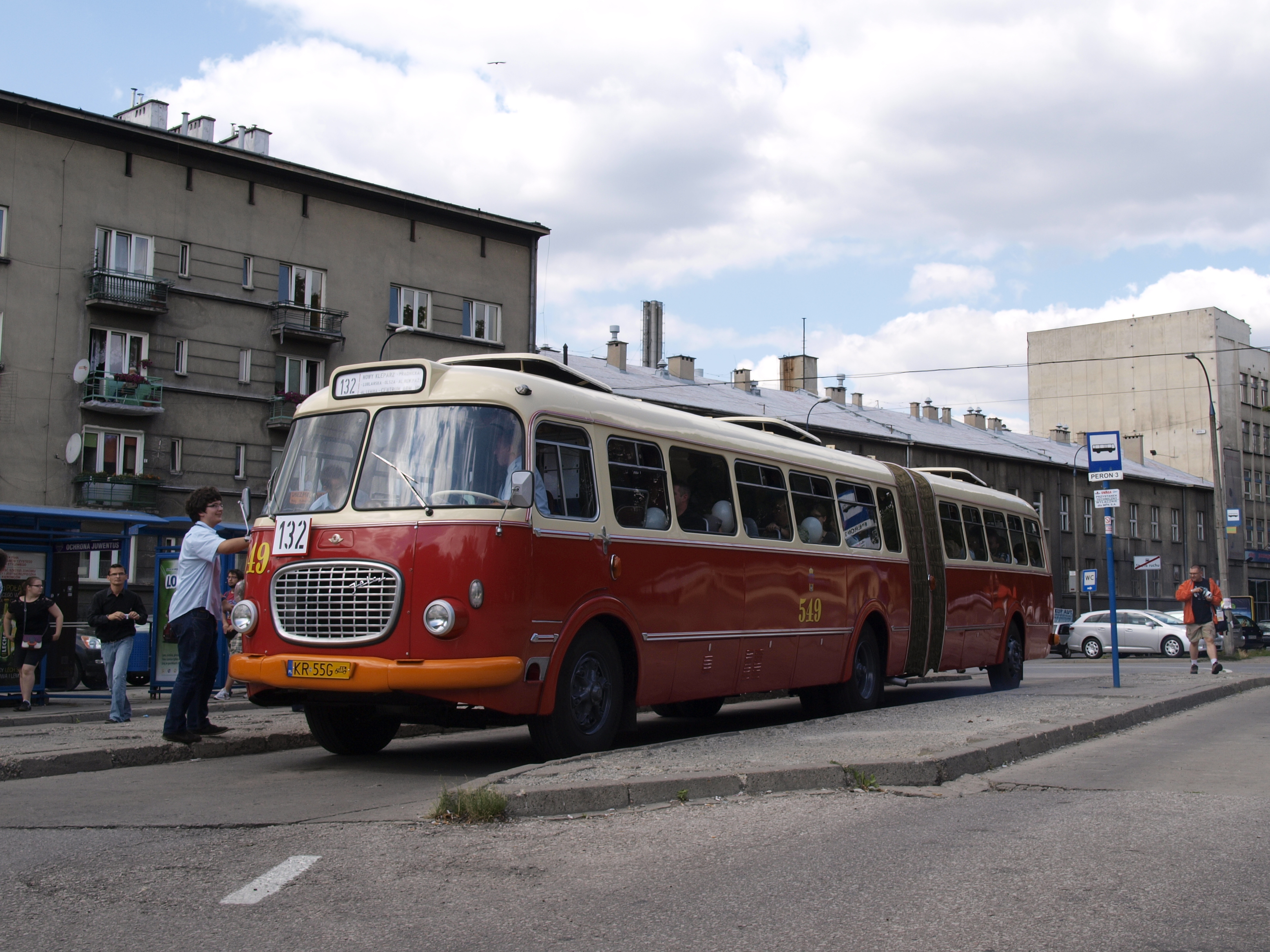
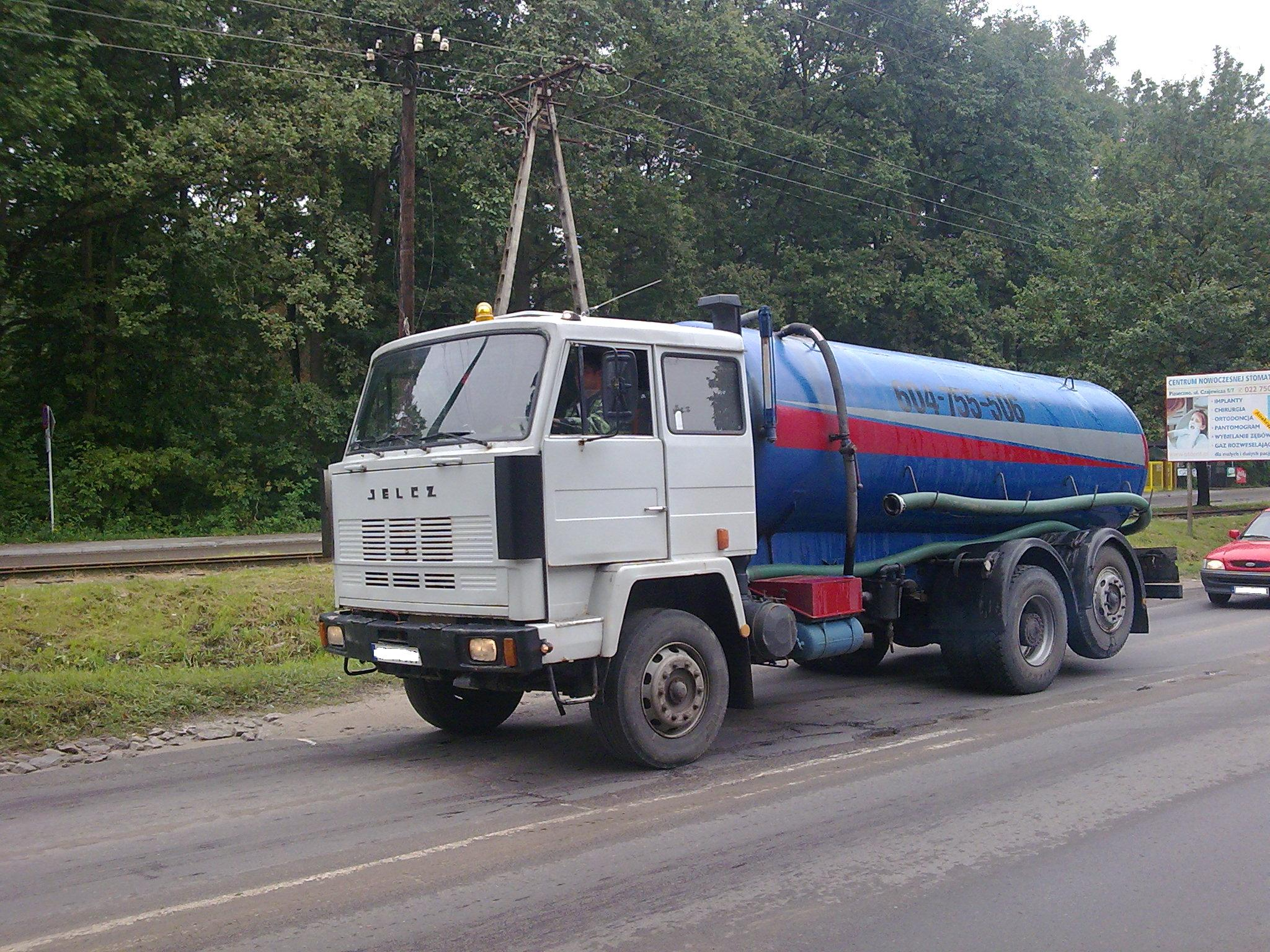
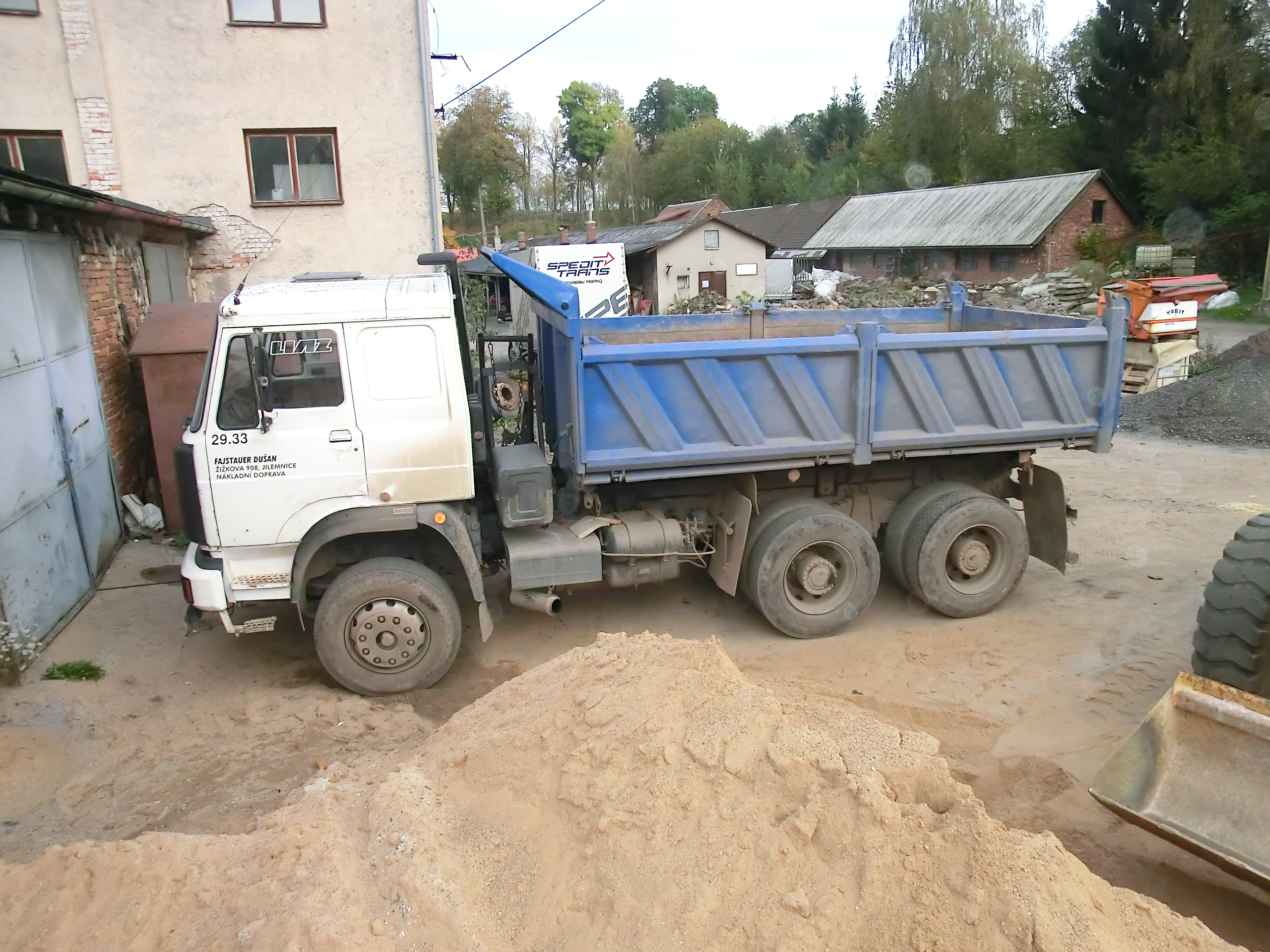
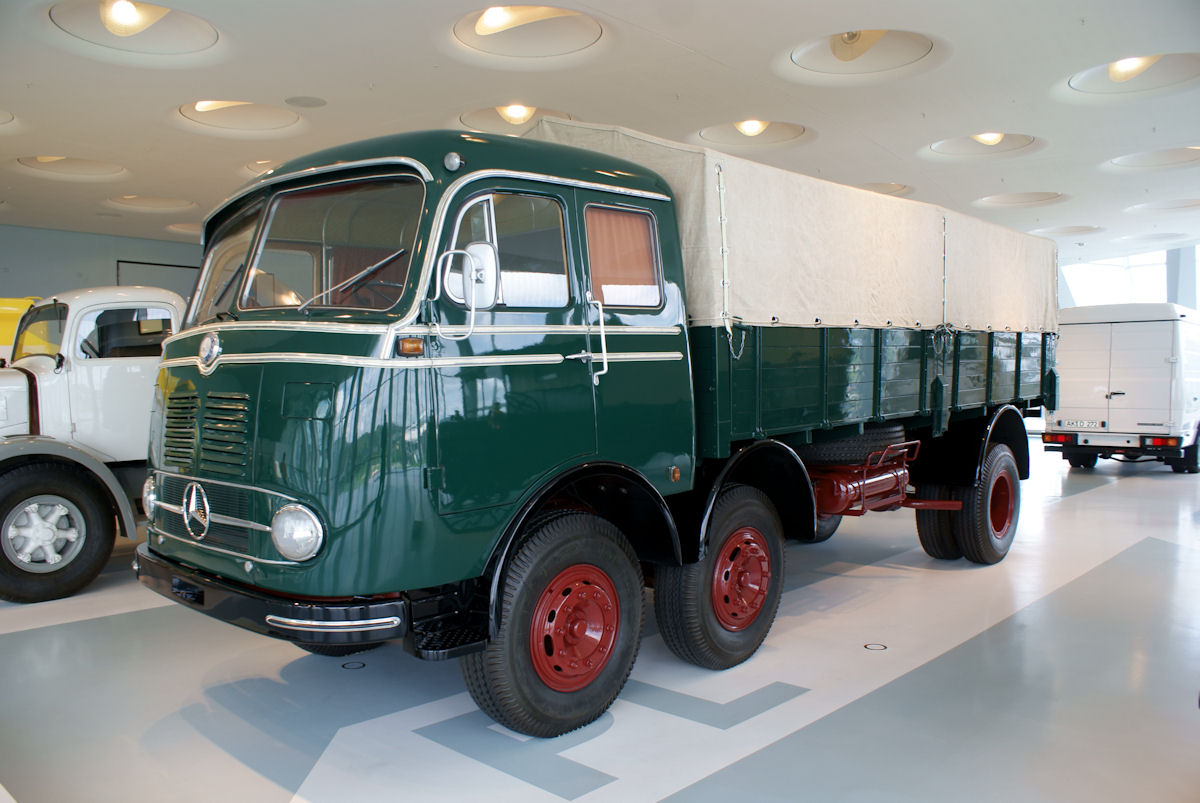
Mercedes-Benz známý jako „stonožka“
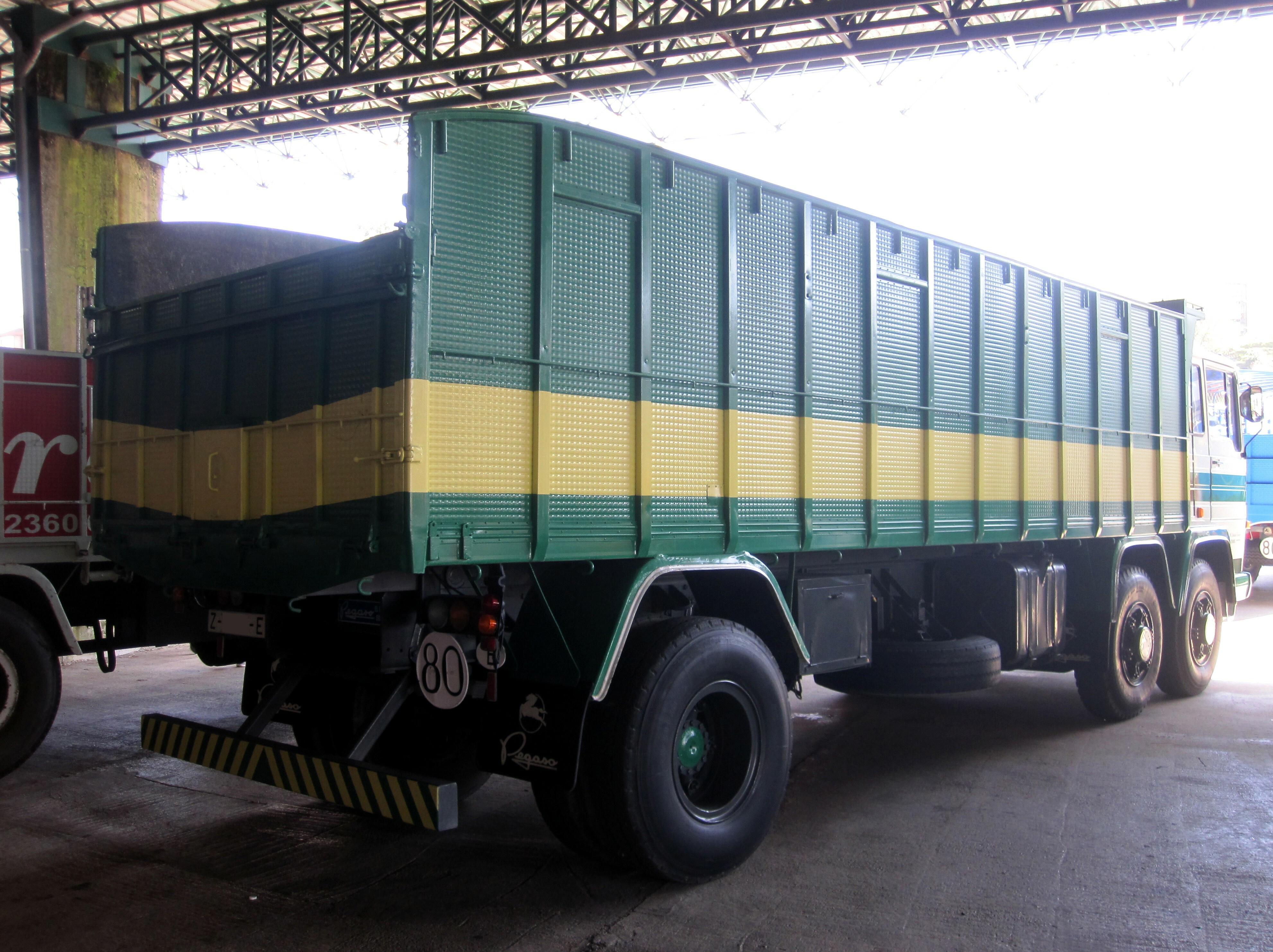
Pegaso
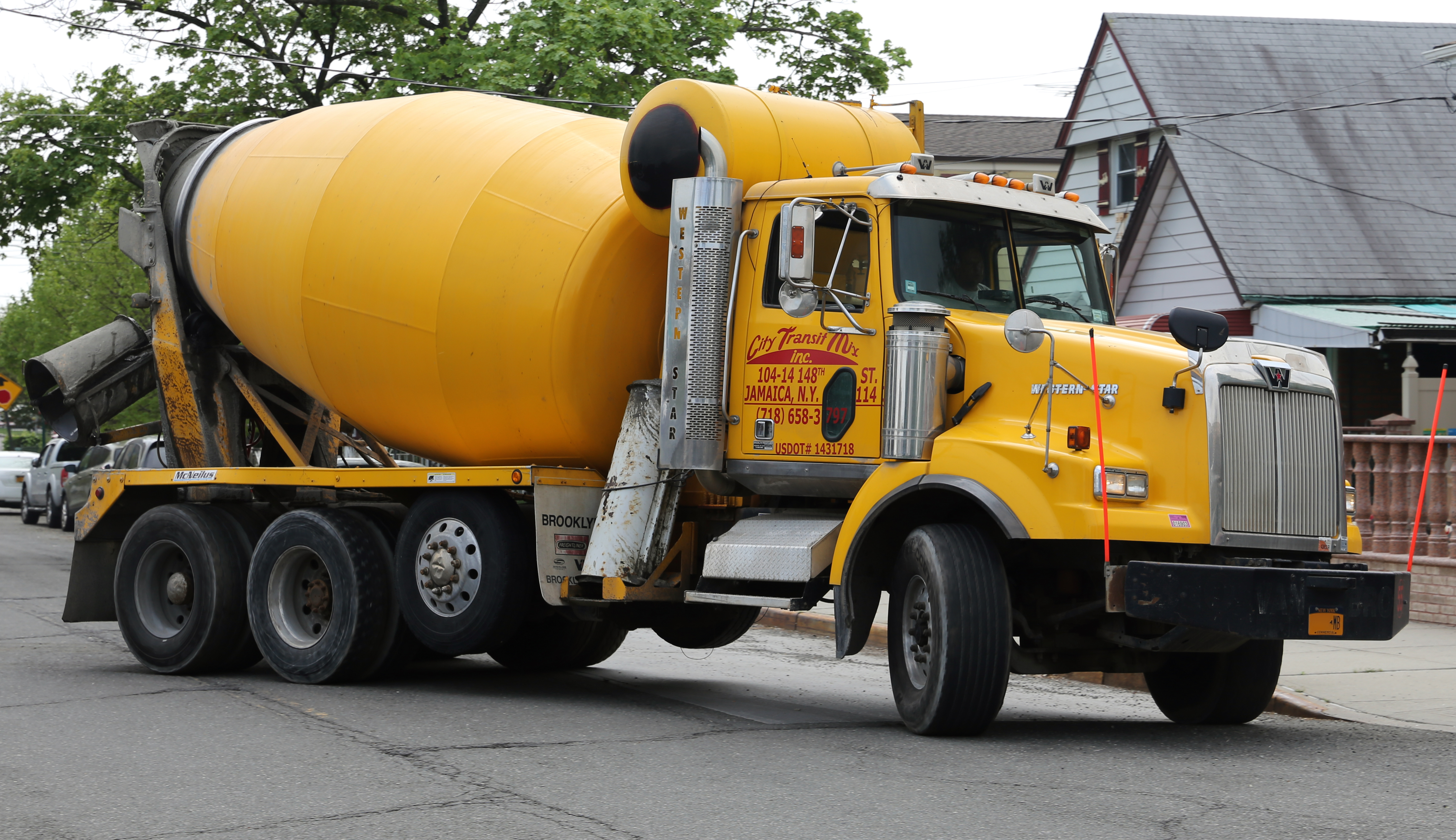

Vozidla se třemi nápravami a pohonem všech šesti kol mají vzorec pohonu 6×6. To se týká například nákladních automobilů, (upravených) terénních vozidel (např. B. Land Rover, Range Rover nebo Chevrolet – pick-upy ) nebo čtyřkolky od Polaris .

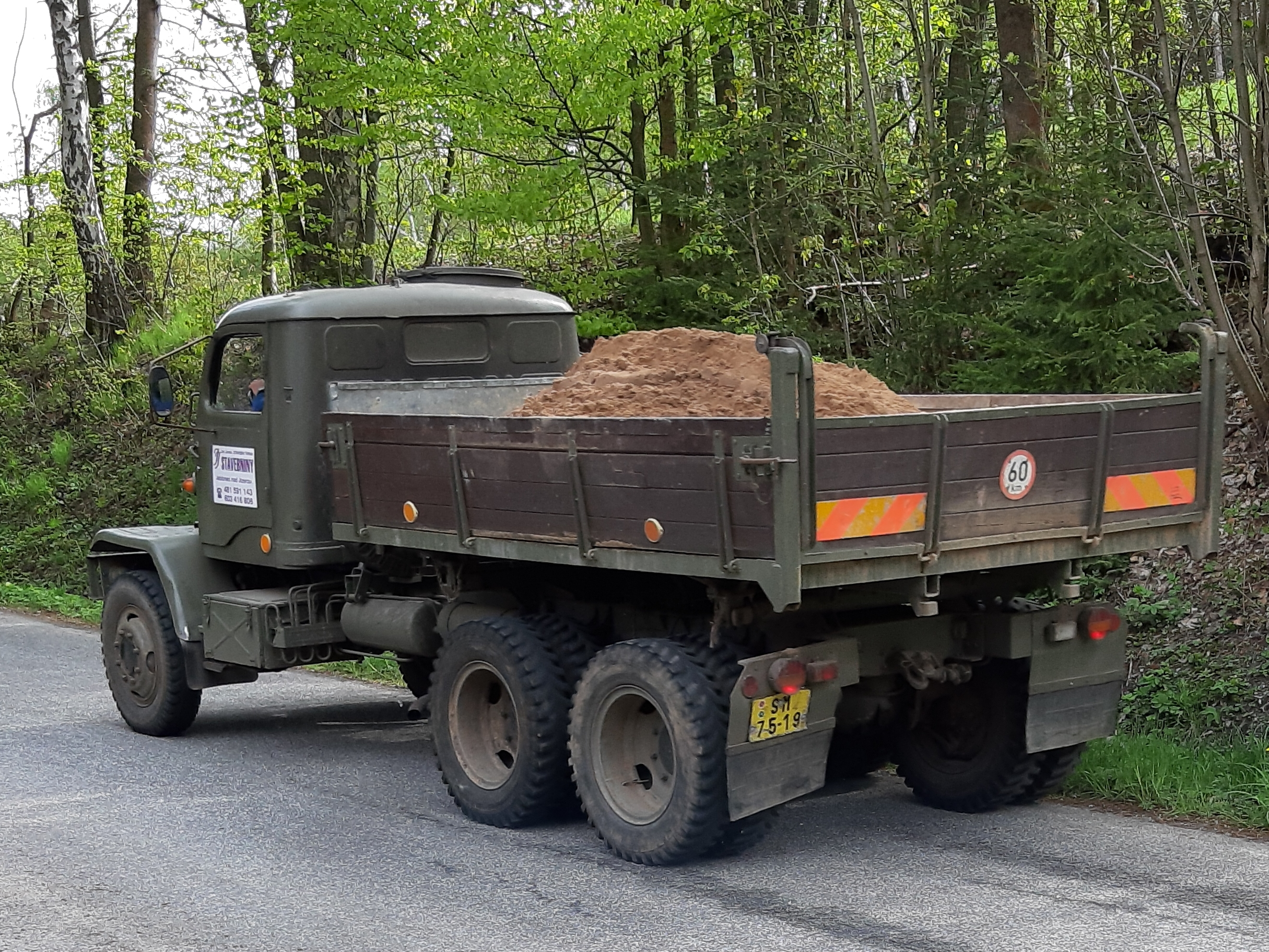
Praga V3S
Konfigurace 6x6

### Čtyři nápravy
Vozidla s celkem čtyřmi nápravami, z nichž pouze jedna je poháněna, se označují jako 8×2. Historické kloubové autobusy s dvounápravovým „návěsem“ za točnou se označují jako 8×2(4).

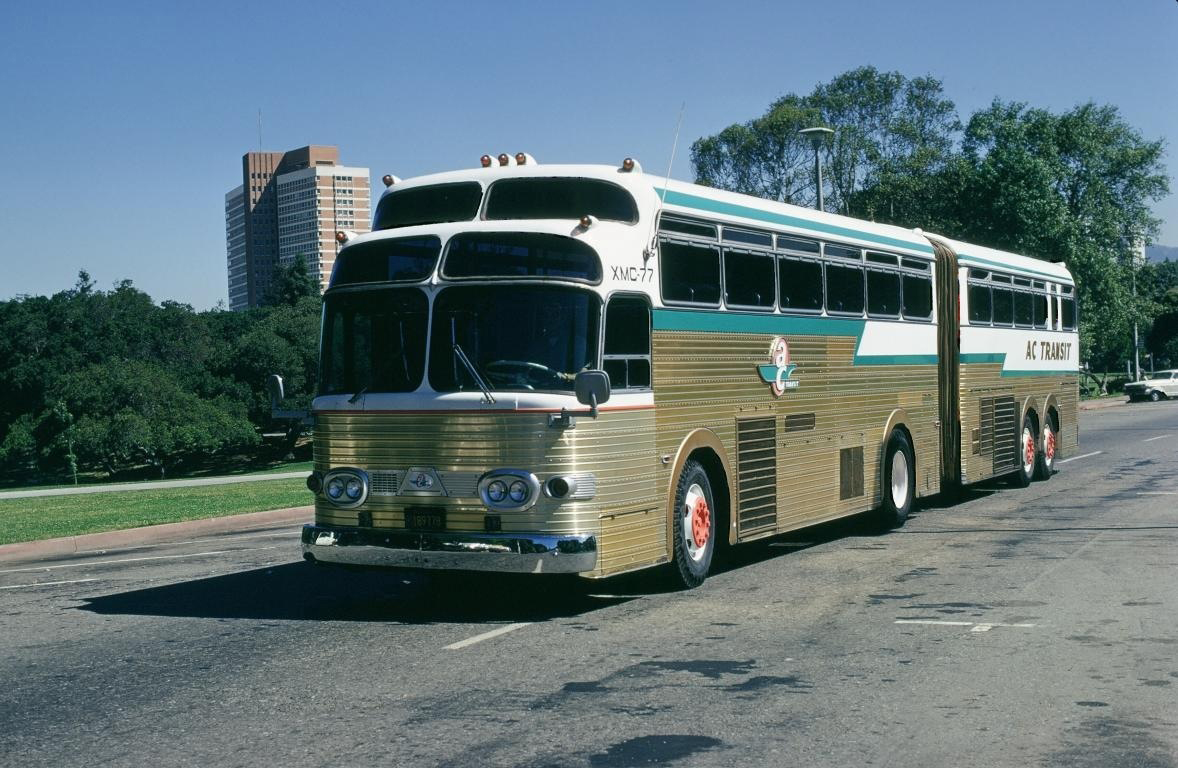
Americký prototyp z roku 1958
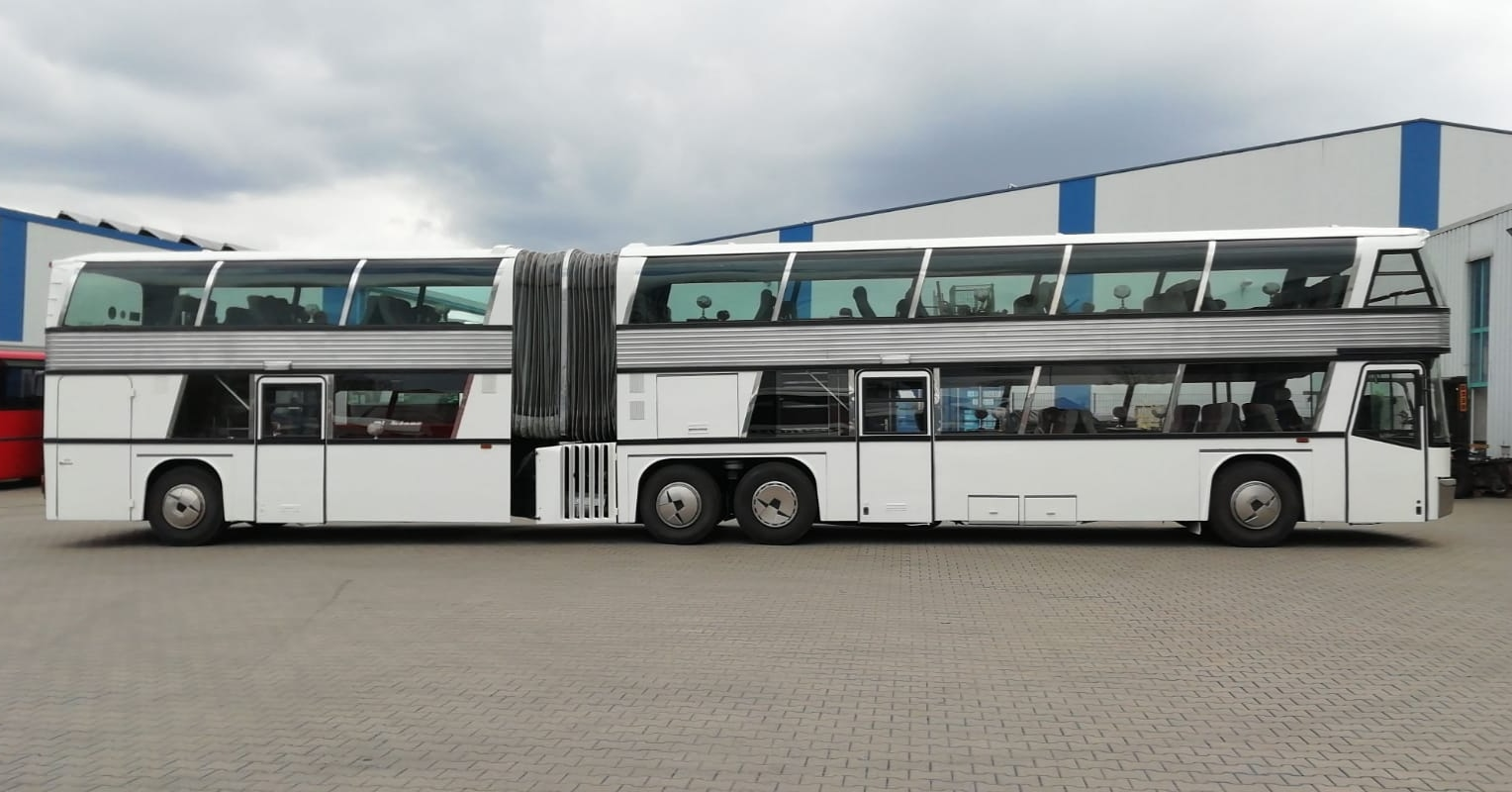
NEOPLAN Jumbocruiser
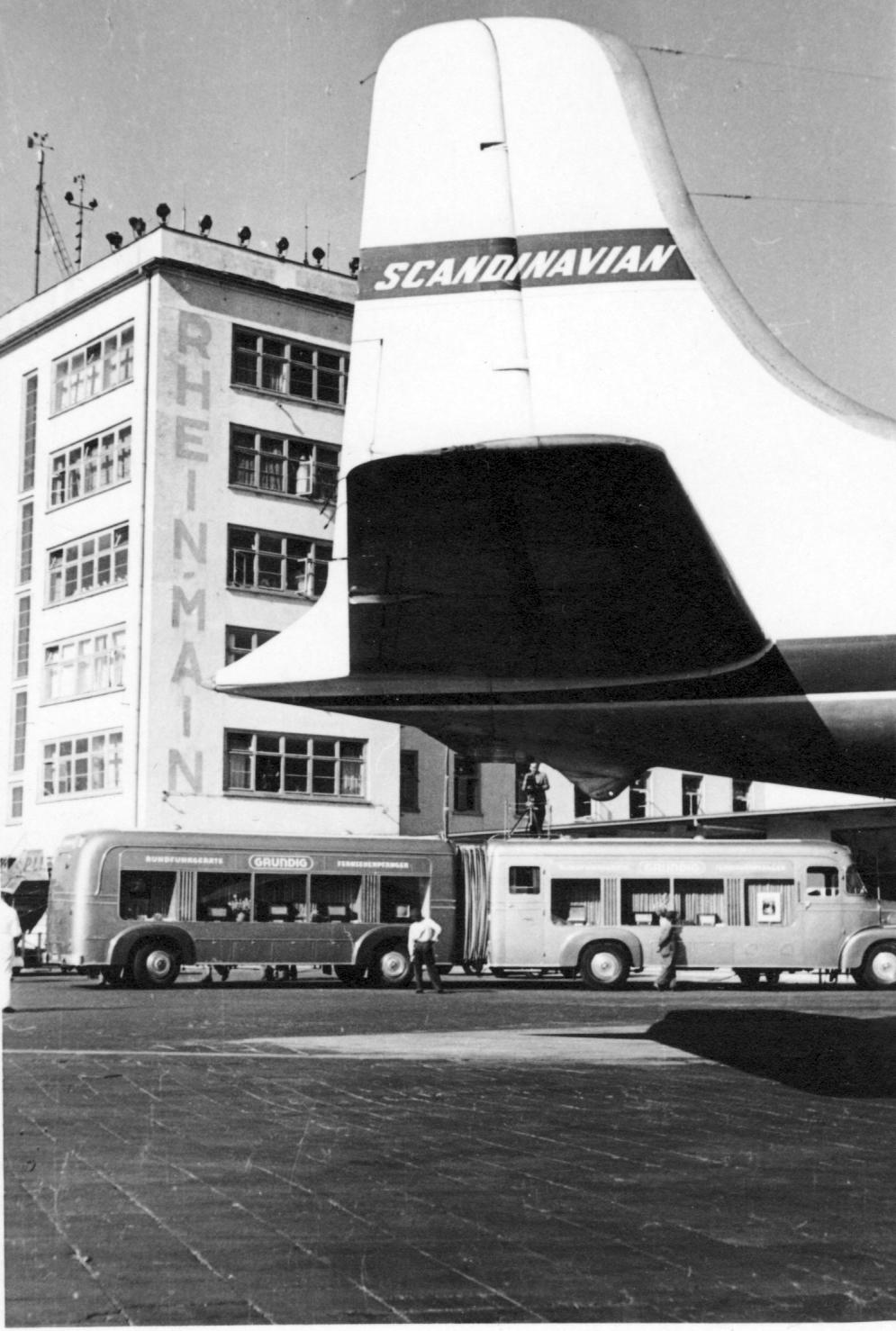

Konfigurace náprav 8×4*4
Konfigurace náprav 8 x 8
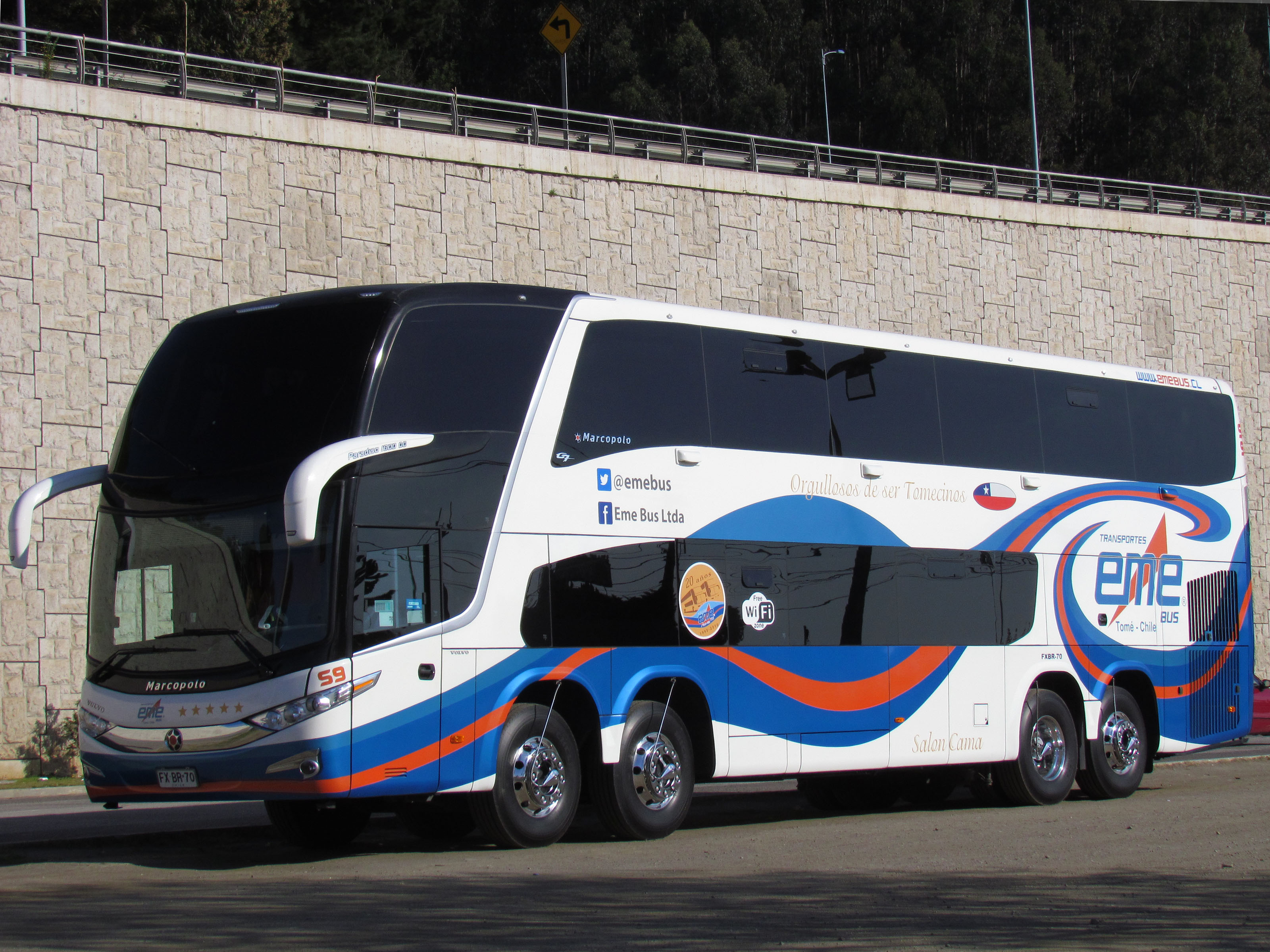
Dálkový autobus se dvěma říditelnými a dvěma hnacími nápravami

Vozidla se čtyřmi nápravami a pohonem všech kol jsou označována jako 8×8.

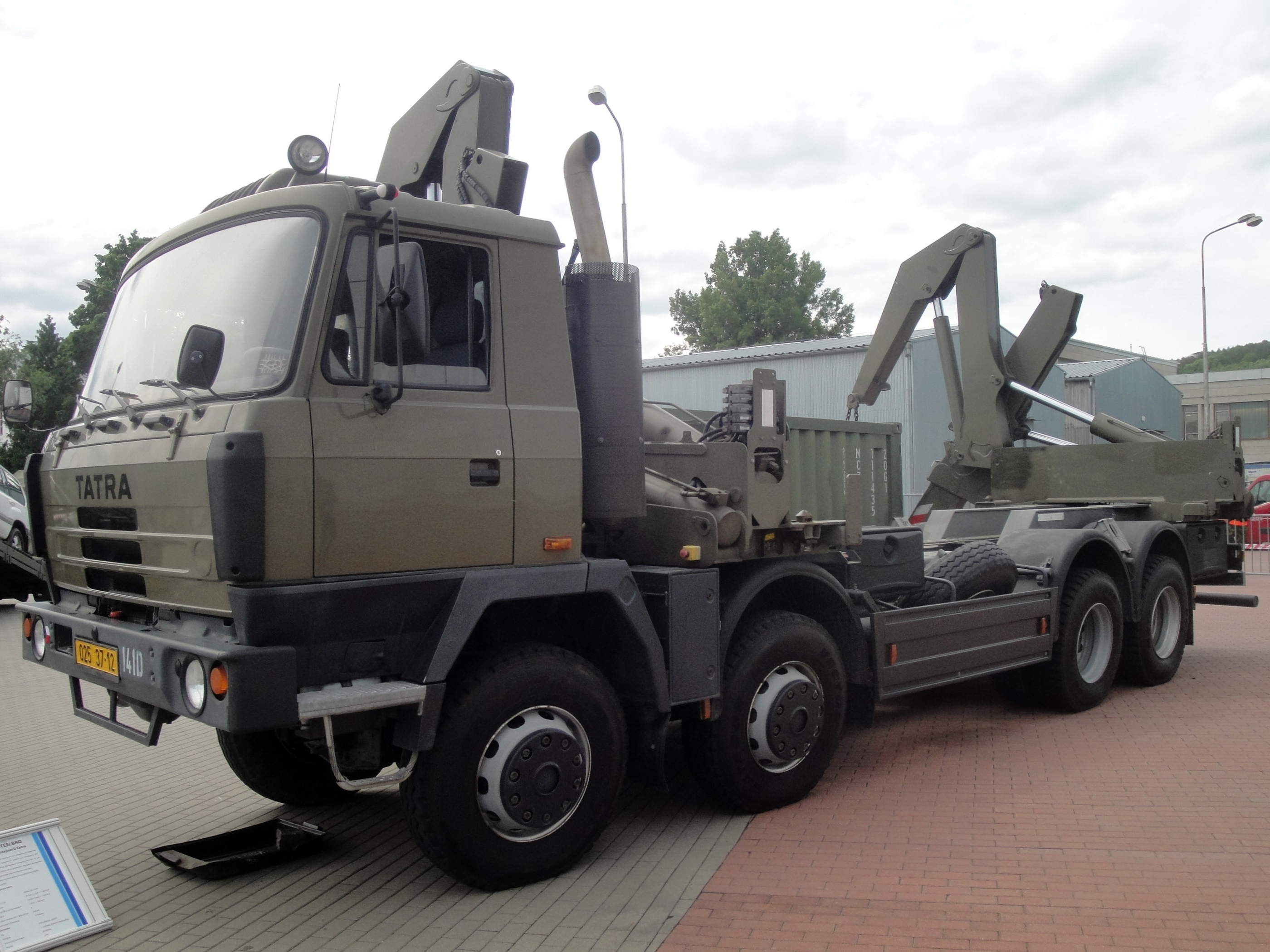
Tatra 815
Konfigurace náprav 8 x 8

### Pět a více náprav

- Těžké tahače, pokud jsou vybaveny čtyřmi nebo více nápravami, jsou stavěny jako 10×8, vzácněji 10×10 nebo 12×8.
- Nákladní automobil Oshkosh HEMTT, obrněná vozidla generace Mowag Piranha II a IIIC, český těžký nákladní automobil Tatra T 816 Force a MAN HX resp. SX jsou nabízeny ve verzi 10×10.
- Největší počet poháněných náprav najdeme u mobilních raketových nosičů pro sovětské rakety středního doletu, včetně MAZ-7916 (pro střely Pioner-3 ) s pohonem 12×12, MZKT-79221 (pro Topol- M střely) s 16×16, stejně jako zkušební vozidlo MAZ-7907 s počtem 24×24. V některých případech jsou všechny nápravy řiditelné.

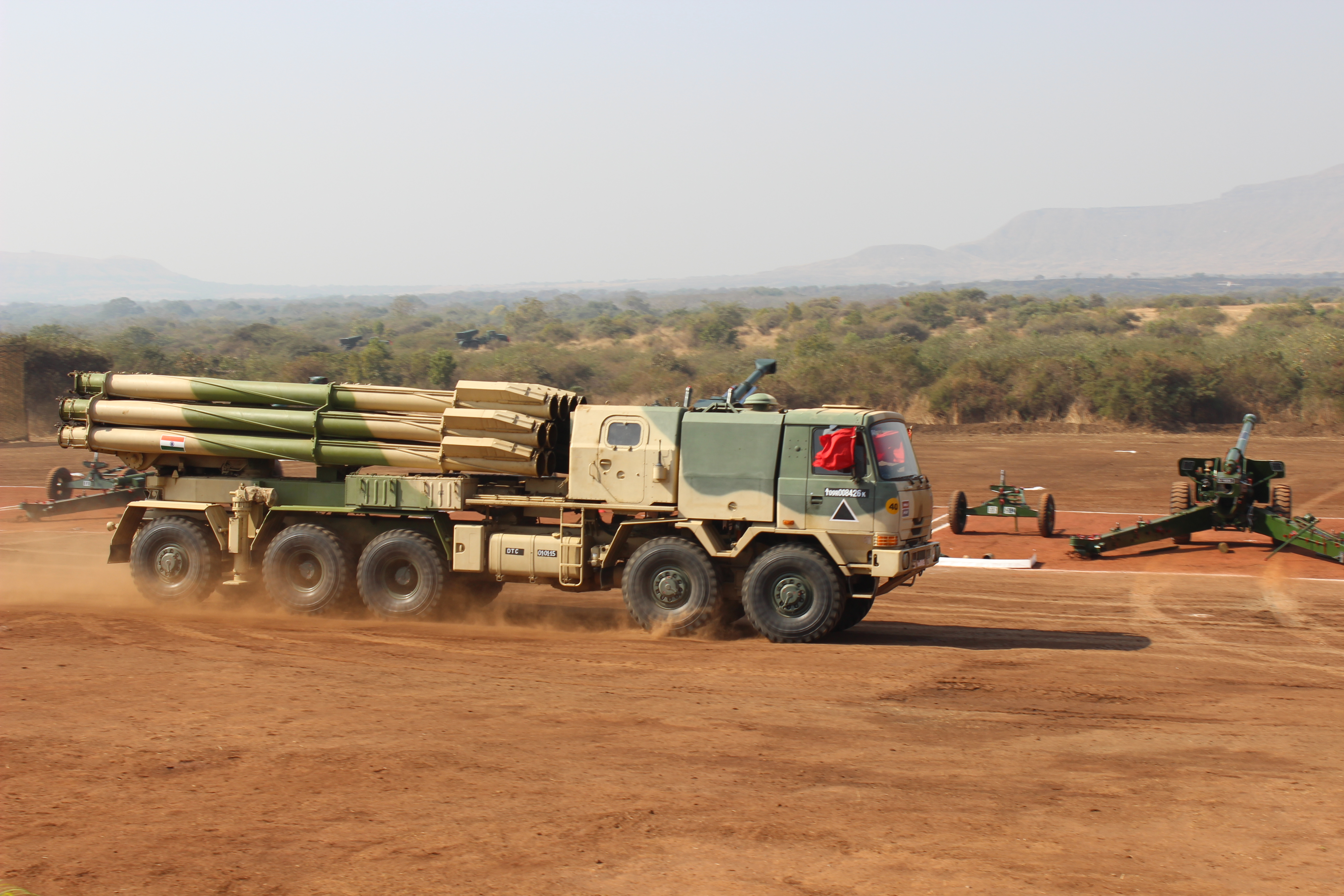
Tatra 158 Phoenix
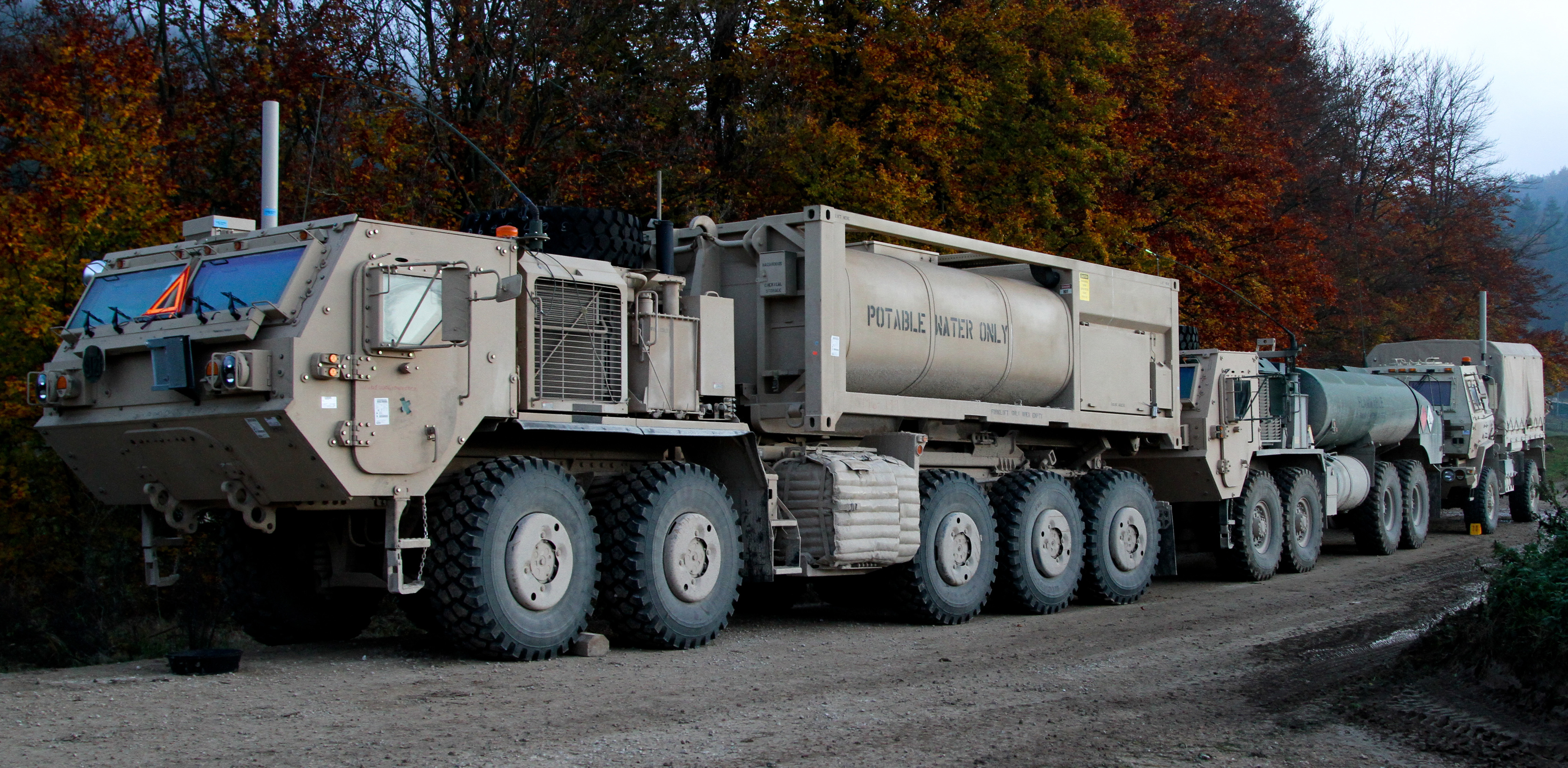
HEMTT (první automobil) 10×10 HEMTT (druhý automobil) 8×8
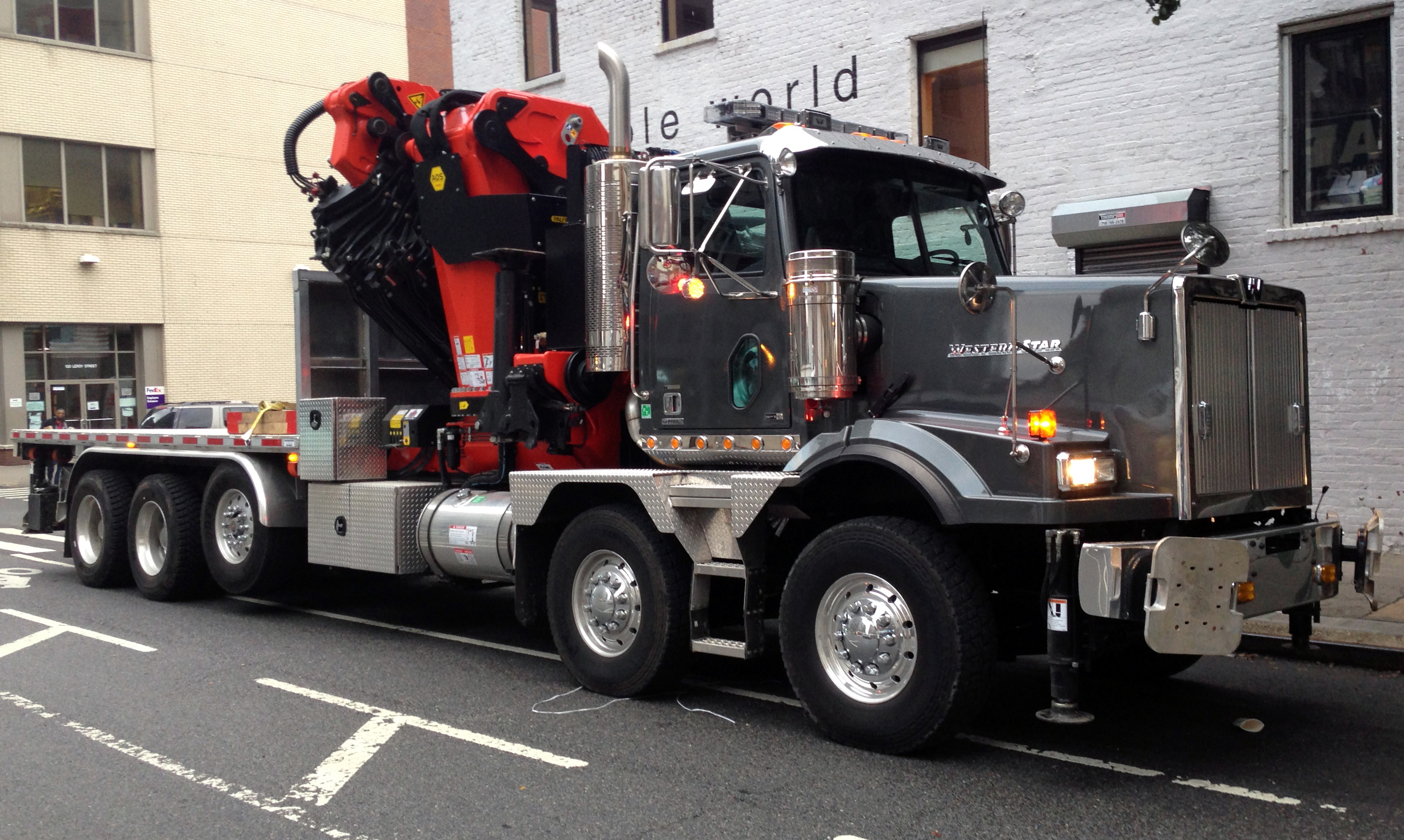
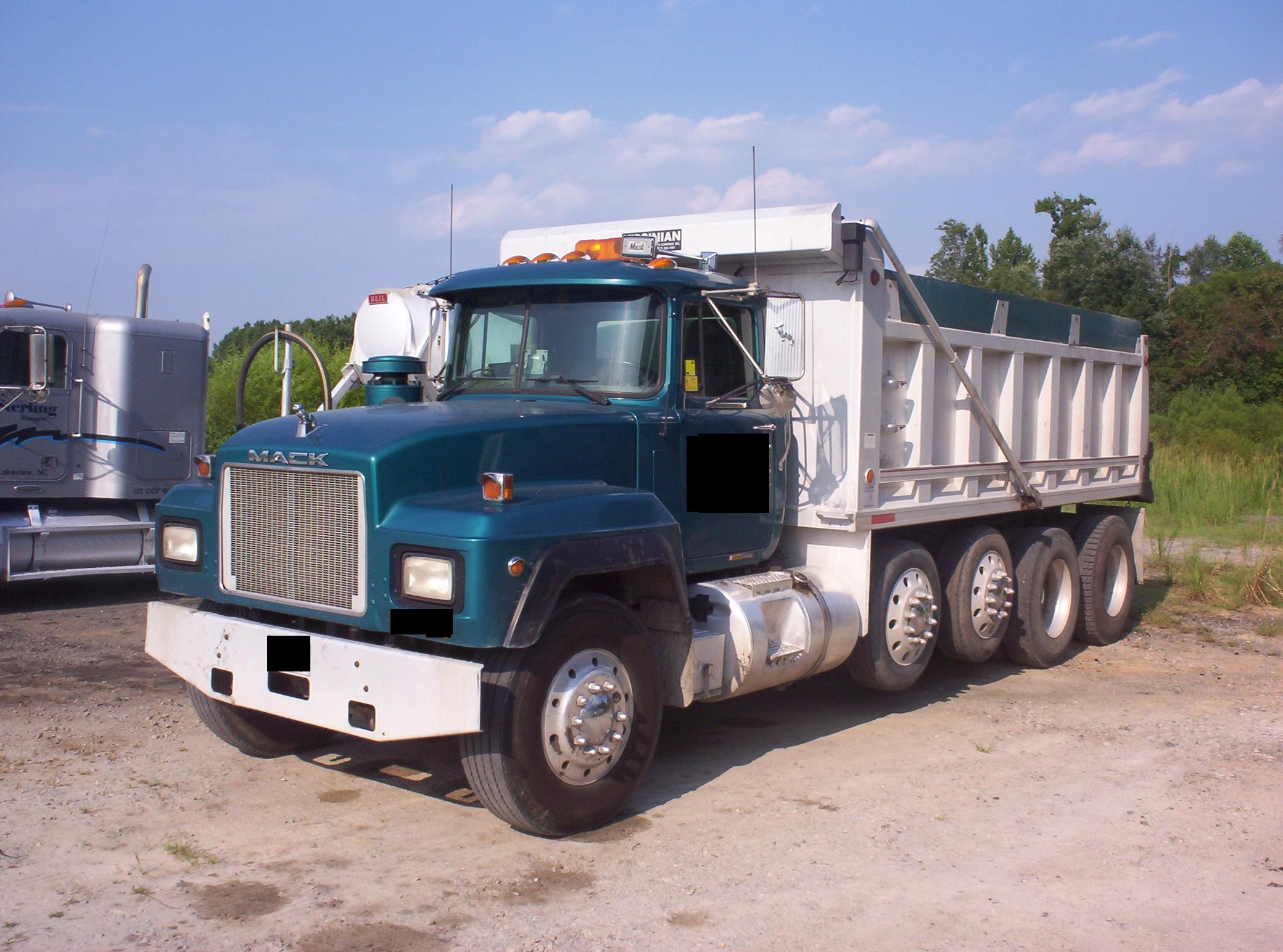
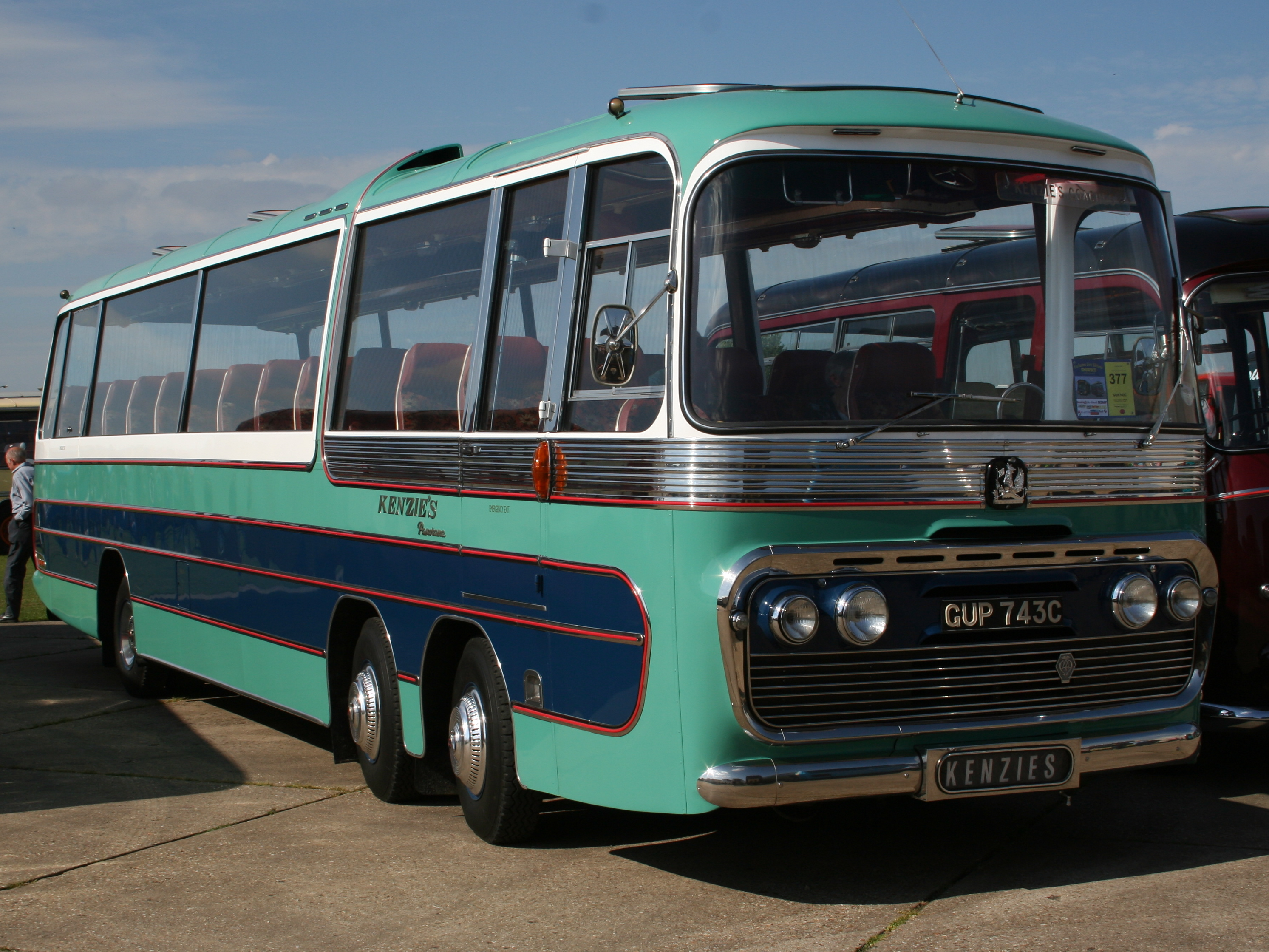

## Originální konstrukce
Vzorec konfigurace není možno vždy uplatnit, protože konfigurace některých automobilů je originální a ojedinělá.  Španělské Pegaso Multitrak nebo ruský ZIL-157W mají návěsy, ale i poháněné nápravy. Vzhledem k trvalému spojení kardanovou hřídelí není možno považovat tato vozidla za soupravu, tzn. tahač s návěsem. Právě nemožnost spřažení poháněného návěsu s jiným tahačem definuje toto vozidlo jako celek. Na rozdíl od přípojných vozidel traktoru, které mají poháněná kola nebo nějaký mechanismus (sekačka, lis na slámu). Toto spojení je totiž normalizováno (pomocný pohon – PTO).